# Talking Book
Talking Book è un album musicale di Stevie Wonder, pubblicato dalla Motown nel 1972.
La prima traccia del disco, You Are the Sunshine of My Life, salì in vetta alla classifica statunitense Hot 100 di Billboard, facendo vincere a Wonder il suo primo Grammy Award, per la miglior performance vocale maschile in un brano pop. Il primo singolo estratto dall'album, Superstition, raggiunse anch'esso la prima posizione della Hot 100.

## Il disco
Pubblicato tra Music of My Mind e Innervisions, Talking Book vede Wonder godere di maggiore libertà artistica da parte della Motown. Ospiti speciali sull'album includono Jeff Beck, Ray Parker Jr., David Sanborn, e Buzz Feiten. Il sound generale dell'album è caratterizzato dalla tastiera suonata da Wonder, ibridata con il sintetizzatore, dando al disco sfumature funky in tracce come Maybe Your Baby. Particolarmente celebre è l'uso fatto da Wonder dell'Hohner clavinet model C in Superstition.
Pubblicato alla fine del tour fatto da Wonder con i Rolling Stones nel 1972, Talking Book ebbe grande successo, raggiungendo la terza posizione nella Billboard 200 nel febbraio 1973, e diventando il primo album di Wonder a raggiungere la vetta della classifica Top R&B Albums dove rimase per tre settimane. La popolarità dell'album contribuì a sfatare il mito che voleva gli artisti R&B incapaci di fare presa sul pubblico degli amanti del rock. Wonder si aggiudicò tre premi per Talking Book durante la cerimonia dei Grammy Awards del 1974: Best Male Pop Vocal Performance per You Are the Sunshine of My Life, e Best Male R&B Vocal Performance e Best R&B Song per Superstition.
La rivista Rolling Stone colloca Talking Book al novantesimo posto nella classifica dei 500 più grandi Album di sempre.

## Tracce
1. You Are the Sunshine of My Life (Wonder) - 2:58
2. Maybe Your Baby (Wonder) - 6:51
3. You and I (We Can Conquer the World) (Wonder) - 4:39
4. Tuesday Heartbreak (Wonder) - 3:02
5. You've Got It Bad Girl (Wonder, Yvonne Wright) - 4:56
6. Superstition (Wonder) - 4:26
7. Big Brother (Wonder) - 3:34
8. Blame It on the Sun (Wonder, Syreeta Wright) - 3:26
9. Lookin' for Another Pure Love (Wonder, S. Wright) - 4:44
10. I Believe (When I Fall in Love It Will Be Forever) (Wonder, Y. Wright) - 4:51